# Mein Onkel Theodor oder Wie man im Schlaf viel Geld verdient
Mein Onkel Theodor oder Wie man im Schlaf viel Geld verdient, oft auch nur unter dem Kurztitel Mein Onkel Theodor geführt, ist eine 1975 von Gustav Ehmck gedrehte Filmkomödie mit Gert Fröbe in einer Doppelrolle. An seiner Seite in ihrem letzten Kinofilm spielt Barbara Rütting.

## Handlung
Der gemütliche Traugott Wurster ist ein träger Gemütsmensch, ein regelrechter Faulpelz. Frau Wurster muss tagein, tagaus sich bei der Arbeit abschuften, während sich Traugott daheim ins Bett oder auf die Couch drückt und so tut, als kümmere er sich um die sechs gemeinsamen Kinder. Eines Tages ist es soweit: Traugott fällt in eine Art komatösen Dauerschlaf. Da nun überhaupt niemand mehr die Aufsicht über den Wurster-Nachwuchs übernehmen kann, entscheidet sich Traugotts Ehefrau, die lieben Kleinen auf die Verwandten zu verteilen. Aber sie hat auch eine Idee, wie man mit ihrem schnarchenden Gatten sogar Geld verdienen kann. Frau Wurster vermietet die traugottsche Schlafmütze an ein Möbelhaus, das ihn im Schaufenster als Werbung für Betten und Matratzen herrlich zur Schau stellen kann. Wie im Zoo können die Leute vorbeikommen, und Traugott beim Schlafen zuschauen.
Bald ist Schnarchsack Traugott die Sensation im Orte. Derweil ist Markus Wurster zu Traugotts Bruder, den titelgebenden, in einer anderen Stadt wohnenden Onkel Theodor, weitergereicht worden. Der ist ein erklärter Kinderhasser, Geizhals und Spießer, dem man nichts recht machen kann und der mit seiner besserwisserischen und pedantischen Art allen auf den Nerv geht. Zu allem Unglück erwartet dessen Gattin Erika selbst Nachwuchs. Theodor erhält nun gleich einmal die Chance, sich an seine Vaterrolle zu gewöhnen und den Umgang mit den „lieben Kleinen“ zu üben. Doch Onkel Theodor lernt dazu. Am Ende ist er sogar zu einem leidenschaftlichen Kinderliebhaber geworden, und auch Traugott wacht aus seinem Dauerschlaf wieder auf. Der aber wundert sich zutiefst, wieso er, im wahrsten Sinne des Wortes, im Schlaf reich geworden ist.

## Produktionsnotizen
Mein Onkel Theodor wurde Mitte 1975 gedreht und am 18. Dezember 1975 uraufgeführt.
Wolfgang Sergel übernahm die Herstellungsleitung, Gernot Köhler schuf die Filmbauten.
Der neunjährige David Bennent gab hier seinen Einstand in einem Kinofilm.

## Kritik
„Turbulenter Klamauk mit Gert Fröbe in einer Doppelrolle: Als Dauerschläfer wird er zum lukrativen Ernährer seiner kinderreichen Familie, als Onkel Theodor mausert er sich vom kinderfeindlichen Spießer zum revolutionären Kinderfreund. Eigentlich kindgerecht gedacht, als bloßer Spaß aber formal und inhaltlich überfrachtet.“